# قانون أفوجادرو
قانون أفوجادرو أو فرضية آفوغادرو هو قانون من قوانين الغازات سمى باسم العالم الإيطالي أميديو أفوجادرو والذي استنتج القانون في عام 1811.
عمل أميديو أفوجادرو على إيجاد العلاقة بين حجم وكمية معينة من الغاز تحت ضغط ودرجة حرارة ثابتين ومن خلال أبحاثه استنتج الأتي:
"تحتوي أحجام متساوية من غازات مختلفة عند نفس درجة الحرارة والضغط على عدد متساو من الجزيئات".
إذن يكون عدد الجزيئات كمثال، يحتوي حجمين متساويين لذرتي الهيدروجين والنيتروجين على نفس عدد الجزيئات طالما كان لهم نفس الحرارة والضغط وملاحظة تصرفات الغازات المثالية عليهم.
في التطبيق العملي، يكون القانون تقريبيا فقط، إلا أنه يوجد اتفاق على اعتبار هذا التقريب مفيدا.
الصيغة الرياضية للقانون هي:
{\displaystyle {\frac {V}{n}}=k\,}.
حيث:
- V: حجم الغاز.
- n: كمية المادة للغاز.
- k: ثابت الغاز.

من أهم نتائج قانون أفوجادرو هي أن ثابت الغازات العام له نفس القيمة لكل الغازات. وبالتالي فإن الثابت يساوي:
{\displaystyle {\frac {P_{1}\cdot V_{1}}{T_{1}\cdot n_{1}}}={\frac {P_{2}\cdot V_{2}}{T_{2}\cdot n_{2}}}=constant}
حيث:
- p: ضغط الغاز.
- T: حرارة الغاز.

## المصدر
- قانون آفوغادرو - موسوعة المورد، منير البعلبكي، 1991